# Mainstream jazz
Mainstream jazz (en español: corriente principal del jazz) es un estilo de jazz que se desarrolló a partir de la década de 1950. Algunos de sus exponentes más destacados son Art Tatum, Ben Webster, Oscar Peterson, Coleman Hawkins, Buck Clayton, Teddy Wilson, Lester Young y Johnny Hodges, entre muchos otros.

## Descripción
El término fue acuñado por el experto en jazz Stanley Dance, para caracterizar la música de intérpretes que formaron parte de las grandes big bands de los años treinta, que sobrevivieron a su crisis tocando en pequeños conjuntos y que, sin caer en el tradicionalismo dixieland, tampoco se plegaron completamente a las novedades del bebop.
Los músicos de mainstream jazz se mueven en la frontera entre el jazz tradicional y el modern jazz. Tienden a favorecer la interpretación de blues y baladas en tiempo lento, así como temas rápidos exaltando el sentido del swing. Por esta razón, y a diferencia de los boppers, mantienen una relación fluida con el jazz vocal y los desarrollos de las big bands.

## Historia

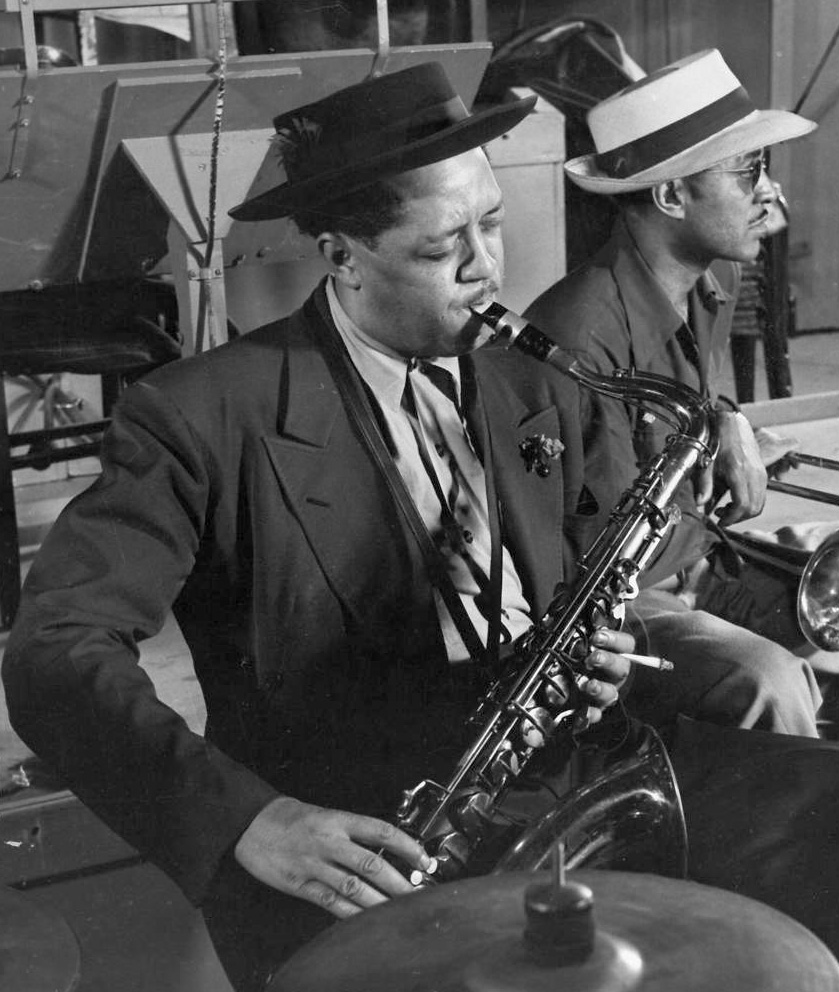
Lester Young en 1944.

La mayor parte de los músicos de la "corriente principal" habían integrado en los años 30 las orquestas de Fletcher Henderson, Duke Ellington y Count Basie, destacadas por sus arreglos innovadores y la gran técnica de sus intérpretes. A partir de su trabajo en dichas agrupaciones, Coleman Hawkins, Lester Young y Ben Webster emergieron como los maestros del saxo tenor, mientras que Johnny Hodges y Benny Carter hicieron lo propio con el saxo alto. 
Pronto estos músicos comenzaron a realizar grabaciones liderando sus propias bandas. Sin embargo, con la irrupción del bebop de Charlie Parker y Dizzy Gillespie, el final de la década de 1940 los encontró relegados a un segundo plano en la escena musical, aún cuando varios de ellos -notablemente Hawkins y Young- habían jugado un papel fundamental en la gestación del nuevo estilo moderno. A esto se vinieron a sumar las dificultades económicas durante la Segunda Guerra Mundial y la posguerra, que afectaron negativamente el desarrollo de las big bands.
En este contexto, el empresario musical Norman Granz creó el espectáculo itinerante Jazz At The Philharmonic, realizando jam sessions a lo largo de todo el país. El espectáculo reunió a varios de los músicos más destacados de la escena neoyorkina de jazz, abarcando tanto a los modernos boppers como a los grandes exponentes del que posteriormente sería llamado mainstream jazz. Sus sellos Norgran, Clef y Verve Records comercializaron con gran éxito las grabaciones en estudio de los mismos músicos.
A inicios de la década de 1950, considerada la edad de oro del jazz, Granz promovió la aparición del pianista canadiense Oscar Peterson, quien conquistó a las audiencias estadounidenses y europeas con su estilo virtuoso a medio camino entre el bebop y el mainstream. Junto a Ray Brown en el bajo y Herb Ellis en la guitarra, el Oscar Peterson Trio adquirió un prestigio ligado no solo a la calidad de sus interpretaciones como trío, sino principalmente a las fructíferas colaboraciones realizadas con otros artistas de los sellos de Granz. Notablemente, el trío acompañó a Lester Young, Benny Carter, Roy Eldridge, Ben Webster, Stan Getz y Sonny Stitt, así como cantantes de gran trayectoria como Fred Astaire, Ella Fitzgerald, Anita O'Day y Louis Armstrong.
Aunque el término de mainstream jazz fue acuñado para caracterizar las celebradas jam sessions de Buck Clayton para Columbia Records, y refería principalmente a músicos de la era del swing, en verdad hubo gran cantidad de nuevos músicos que incurrieron en el estilo. Provenientes de la moderna tradición del cool jazz, líderes como Gerry Mulligan, Bob Brookmeyer, Stan Getz, Jimmy Giuffre y Zoot Sims realizaron algunos de sus mayores trabajos en el marco del mainstream jazz. Del mismo modo, artistas de reciente aparición como Oscar Peterson, Tal Farlow, Barney Kessel o Wes Montgomery supieron conquistar el favor de la crítica y las audiencias con un estilo más conservador que el de los vanguardistas bebop. 
En la década de 1960 bajó la popularidad del estilo mainstream, relegado una vez más por los desarrollos del jazz de vanguardia y las nuevas modalidades de jazz comercial, tales como la bossa nova, el soul jazz y el third stream. Experimentó una leve recuperación a partir de los trabajos en sellos como Pablo Records y Concord Jazz al iniciar la década de 1970. En los años 80' y 90', al ya clásico estilo dixieland vinieron a sumarse el clasicismo bop y el neoswing como formas tradicionalistas de interpretación del jazz. Esto, sumado a la muerte o el retiro de los principales exponentes del mainstream jazz, vino a dejar sin efecto el uso de la denominación.

## Otros usos
El término "mainstream jazz" es más bien difuso, y puede ser empleado simplemente para distanciar al jazz tradicional de sus modalidades más experimentales o comerciales, generalmente en una actitud de rechazo hacia estas últimas. 
En tiempos recientes, el movimiento del neo bop rechazó los desarrollos del free jazz, el jazz rock y diferentes modalidades de música orientada al gran público, por haber desechado algunos de los elementos fundamentales del género. Este movimiento, encabezado en su parte artística por Wynton Marsalis, abarcó al dixieland, el swing y el modern jazz bajo la etiqueta de "straight-ahead jazz".

## Selección discográfica
- Lester Young with the Oscar Peterson Trio (Norgran, 1954)
- Buck Clayton: How High the Fi. A Buck Clayton Jam Session (Columbia, 1954)
- Barney Kessel, con Shelly Manne y Ray Brown: The Poll Winners (Contemporary, 1957)
- Stan Getz and the Oscar Peterson Trio (Verve, 1958)
- Coleman Hawkins encounters Ben Webster (Verve, 1959)
- Ben Webster Meets Oscar Peterson (Verve, 1959)
- Lester Young - Teddy Wilson Quartet: Pres and Teddy (Verve, 1959)
- Gerry Mulligan Meets Ben Webster (Verve, 1960)
- The Tatum Group Masterpieces, Volume Eight (Pablo, 1975)
- Zoot Sims and the Gershwin Brothers (Pablo, 1976)